# Bebearia brunhilda
Bebearia brunhilda é uma borboleta da família Nymphalidae. Pode ser encontrada nos Camarões, na República Democrática do Congo, no Uganda e possivelmente na Tanzânia.

## Subespécies
- Bebearia brunhilda brunhilda
- Bebearia brunhilda iturina
- Bebearia brunhilda sankuruensis